# Aureliano Torres
Aureliano Torres Román (Luque, 1982. június 16. –) paraguayi válogatott labdarúgó.
A válogatott tagjaként részt vett a 2004-es, a 2007-es és a 2011-es Copa Américán, illetve a 2010-es labdarúgó-világbajnokságon. Az U23-as válogatottal a 2004-es olimpián harmadik helyen végzett.

## Statisztika
| Paraguay | Paraguay | Paraguay |
| Év       | Mérk.    | Gólok    |
| -------- | -------- | -------- |
| 2004     | 4        | 0        |
| 2005     | 0        | 0        |
| 2006     | 0        | 0        |
| 2007     | 7        | 0        |
| 2008     | 5        | 0        |
| 2009     | 2        | 0        |
| 2010     | 13       | 1        |
| 2011     | 6        | 0        |
| 2012     | 1        | 0        |
| Összesen | 38       | 1        |

## Sikerei, díjai
- Kyoto Sanga
  - Emperor's Cup: 2002
- San Lorenzo
  - Argentin bajnok: 2007
- CA Peñarol
  - Uruguayi bajnok: 2012–13